# クトゥブッディーン・ムバーラク・シャー
クトゥブッディーン・ムバーラク・シャー（ウルドゥー語: قطب الدین مبارک شاہ, ヒンディー語：क़ुतब उद्दीन मुबारक शाह, Qutb-ud-din Mubarak Shah, 1299年頃 - 1320年7月）は、インド北部を支配したハルジー朝の第5代君主（在位：1316年 - 1320年）。父は第3代君主アラー・ウッディーン・ハルジー。

## 生涯
1316年1月、父アラー・ウッディーン・ハルジーが死亡すると、宰相で宦官のマリク・カーフールに上の兄二人は盲目にされて幽閉され、三男のクトゥブッディーン・ムバーラクもまた同様に幽閉され、危うく盲目にされるところであった。
その後、幼い末弟シハーブッディーン・ウマルが傀儡として擁立されたが、2月にマリク・カーフールは専横に反発する貴族に暗殺され、ウマルも廃された。貴族らは幽閉されていたムバーラク・シャーを擁立し、4月14日に彼が即位した。
ハルジー朝ではアラー・ウッディーンが強力な指導権の確立のために圧政を行なっていたため、その反動で内紛や反乱が相次いでいた。ムバーラク・シャーはこれを抑えるために大赦を布告したばかりか、父時代の統制の緩和や恩赦を連発したが、かえって王朝にさらなる混乱を招き、社会不安も増大させた。
とはいえ、ムバーラク・シャーは父アラー・ウッディーンのような冷酷さを見せ、1316年にヒズル・ハーン、シャーディー・ハーン、シハーブッディーン・ウマルの兄弟3人を殺害したばかりか、1317年にヤーダヴァ朝の君主ハラパーラデーヴァが反乱を起こした際、その生皮をはぎ取って殺した。
また、ムバーラク・シャーは父アラー・ウッディーンがマリク・カーフールを重用したように、自身もヒンドゥー教からの改宗奴隷であるホスロー・ハーンを重用し、彼を総司令官の地位に任命した。グジャラート出身の彼は親戚と称して、同地方の低級カーストであるパルワーリを集め、300人を宮殿に引き入れた。
1320年7月、ムバーラク・シャーはホスロー・ハーンに殺害され、首のないその死体は中庭に放り投げられたのだという。